# 中國人民解放軍61726部隊
中國人民解放軍61726部隊，總部位於中國湖北省武漢市武昌區，是中國人民解放軍戰略支援部隊下屬專門針對台灣的駭客部隊。
61726部隊是中國人民解放軍總參謀部第三部第六局的代號，總部原位於荊門，2000年代搬到武昌。第六局的代號原來是57326部隊。:24第六局的辦公室遍布華中，從東部沿海的廈門到雲南昆明，表明了台灣和南亞的任務。更具體地說，辦事處位於廈門市、南昌市（第七處）、襄樊市、寧都縣小布鎮、武漢，荊門和昆明的盤龍區（第四處）。南昌辦事處可能進行培訓。:9第六局第二處與荊門乙區有關，可能位於荊門市沙洋縣沈集镇羅集村。第三部還有單位在荊門甲區。第六局還在荊門子陵村有單位，可能是第六處。:24第六局部分單位隱身在武漢大學內，以研究中心及通訊實驗室名義掩護。2019年4月，武漢大學國家網絡安全學院舉辦武漢大學首屆CTF大賽，CTF中文翻譯為「奪旗比賽」，指黑客之間進行技術競技的一種比賽形式。
該部队研究员陈力2016年獲選全军优秀共产党员。